# Roberto Falabella Correa
Roberto Falabella Correa (Santiago de Chile, 13 de febrero de 1926 — Santiago de Chile, 12 de diciembre de 1958) fue un compositor chileno.

## Biografía
Calificado como el “Mozart Chileno”, Roberto Falabella nació con la enfermedad de Little, lo que lo postró a una silla de ruedas toda su vida. Toda su enseñanza la realizó en el país con diversos profesores, granjeándose lentamente la fama de hombre sólido en su formación musical y líder nato de su generación. Su gran cultura e interés por los problemas sociales lo llevan a integrarse al Partido Comunista de Chile, del que fue un activo militante.
Nació en 1926 e inició sus estudios de música con Lucila Césped en 1945. En 1947 recibió clases de armonía con Julia López; entre 1948 y 1949 María Ester Grebe le educó en la notación musical (relación sonido-grafía) y, luego, ente 1948 y 1949, Alfonso Letelier le aleccionó en otros aspectos relativos a la armonía. En 1952 inició sus estudios formales con Gustavo Becerra, de quien fue, a la larga, amigo personal. 
Su interés por el perfeccionamiento -que se mantuvo toda su vida- le condujo a tomar clases en 1954 con Fré Focke (compositor vanguardista holandés llegado al país) y a establecer fructíferos diálogos con Miguel Aguilar y Esteban Eitler en materias de análisis e instrumentación. Toda esta trayectoria, que es casi el total de su vida, le valió la consideración formal de maestro docente, por lo que pronto ejerció la enseñanza, teniendo entre sus alumnos a destacados músicos, entre los que contamos a Hugo Pavicic y Sergio Ortega, este último también secretario de Falabella y una de las piezas fundamentales de la composición docto-popular chilena de la segunda mitad del siglo XX.

## Obra
Su catálogo abarca 59 obras que se concentran mayormente entre los años 1954 y 1958, fecha de su temprana muerte. El estilo de Falabella fue siempre el de un experimentador. Practicó la dodecafonía (de forma libre), la escritura modal, el uso de la totalidad cromática, las escalas por tonos, la pentafonía y el modo mayor-menor tradicional de la música universal, sin nunca menospreciar los estilos anteriores a estas técnicas, mostrando, así, una gran heterogeneidad. El aspecto elemento fundamental de su obra es el ritmo, que utiliza como elemento unificador para el manejo del material temático y como estrategia de estructuración formal de su música.
Falabella mostró a lo largo de su vida un intenso interés por la música escénica. Su producción dramática contempla cuatro títulos entre 1953 y su muerte, mostrando gran sentido del humor y un lenguaje contemporáneo y personal. 
Entre sus obras sinfónicas más significativas figuran Sinfonía Nº1, La Lámpara en la Tierra, con texto de Pablo Neruda y Estudios Emocionales (con elementos folclóricos tomados de la Fiesta de la Tirana). También escribió dos ballets: Andacollo y El peine de oro.

## Pensamiento
Falabella escribió un artículo que causó el interés de muchos de los compositores de la época, por sus planteamientos docentes e intelectuales. Se titula “Problemas estilísticos del joven compositor en América Latina y en Chile” y fue editado en dos partes: Revista Musical Chilena, XII, 1958, pp. 41-49 y Revista Musical Chilena, XII, 1958, pp. 77-93. 
En estos dos textos Falabella enarboló los que consideraba sus tres principios básicos, con los cuales fue totalmente consecuente: el rol de la tradición folclórica-popular en la música, la influencia de la técnica en la música y la necesidad de que la música refleje el acontecer social del momento.

## Estudios musicales
La necesidad de Roberto era imperiosa, quería aprender música. Ello habría de ser su mayor sentido de comunicación. Nuevamente hubo quienes sostuvieron que nadie era capaz de enseñar música a Roberto, pero apareció alguien "capaz", fue Lucila Césped, maestra de teoría musical. Estamos en los años 1945 y 1946, la maestra, con dulzura e ingenio, ha de hallar la forma de enseñar teoría y solfeo al inválido estudiante. Dentro de las limitantes naturales del músico, la maestra Céspedes desarrolló, a la par de su talentoso alumno, nuevas técnicas en el ejercicio de su método, enseñándole en sus clases de teoría musical a "obtener notas y sonidos" haciendo soplar a Roberto una peineta acompañada de un papel... y consiguió sonidos... "¡Oh, qué bien sé tocar!", rio el músico con su maestra, haciendo alusión a cierta fábula.
Otra de sus maestras fue la Sra. Julia López, en el año 1947. En los dos años siguientes, 1948 y 1949, la musicóloga María Ester Grebe le enseñó la asociación sonido-grafía y graduación interválica. Además, cuenta con un maestro de gran talla, como lo es Alfonso Letelier, con quien en los años 1949 y 1950 ha de completar sus estudios de armonía. Su hijo, Miguel Letelier, reciente Premio Nacional de Arte, mención Música 2008, declara que, al decir de su padre, Roberto era dueño de un talento extraordinario, y su obra debiera estar más presente, ya que es una de las que marcó una alta calidad en Chile, a pesar de la corta vida de su autor y las limitantes físicas que sobrellevó. Gustavo Becerra, prominente músico, antes de ser Premio Nacional, fue su maestro de composición musical. Con él, no sólo generó una relación discípulo-maestro, además, fueron íntimos amigos, tanto, que recibió de su viuda, en prenda de recuerdo, el reloj del artista.